# Legio II Traiana fortis

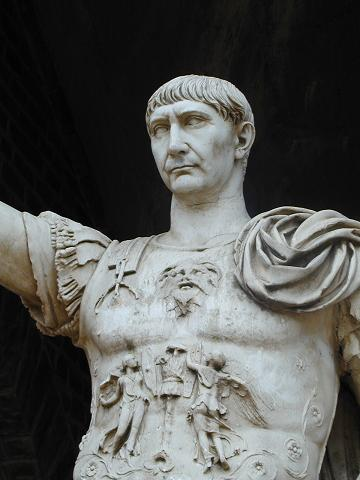
Trajan, Schöpfer und Namensgeber dieser Legion

Bei der legio II Traiana fortis handelt es sich um eine Legion der römischen Armee, die um 103 aufgestellt wurde und mindestens bis ins 5. Jahrhundert bestand. Emblem dieser Legion war der Halbgott Herkules, mit dem sich Trajan verglich.

## Geschichte der Legion

### Adoptivkaiser und Antoninische Dynastie
Die Legion wurde um 103 zusammen mit den Legio XXX Ulpia Victrix im Zuge des Zweiten Dakerkrieges (105–106) des Kaisers Trajan (98–117) ausgehoben. Nach dem römischen Sieg über die Daker und der Schaffung einer neuen Provinz Dacia verschwand die Traiana Fortis vorerst aus den Geschichtsbüchern. Möglicherweise wurde sie direkt 106 im Anschluss an den Dakerkrieg nach Iudäa oder Arabia Petraea geschickt, wo Trajan ebenfalls Krieg führte. Wahrscheinlich aber blieb die Legion in Dakien und sicherte mit der Legio III Cyrenaica die junge Provinz.
Spätestens im Jahre 114 versetzte Trajan die Legion nach Syrien, von wo aus sie im Partherkrieg (114–117) operierte. Nach dem römischen Rückzug verlegte Trajan die Legion zur Verstärkung der Legio X Fretensis in den Unruheherd Judäa, wo sie einige Aufstände niederdrückte. Vermutlich war sie in Caparcotna (Kefar 'Otnay) in Galiläa stationiert. Unter Kaiser Hadrian waren Vexillationen der X Fretensis, II Traiana, III Cyrenaica und der Legio VI Ferrata mit dem Bau des Aquädukts der Colonia Prima Flavia Augusta Caesariensis bei Caesarea Maritima beschäftigt. Um das Jahr 120 baute die Legion eine Straße von Caparcotna über Diocaesarea (Sepphoris) nach Ptolemais (Akkon). Im Jahr 123 spitzte sich der römisch-parthische Konflikt zu: Hadrian und Tiberius Claudius Quartinus führten Teile der Legio II Traiana und Legio III Cyrenaica an den Euphrat. Durch militärische Drohgebärden und Diplomatie konnte der Konflikt beigelegt werden.
Die Legion wurde um 125 in Caparcotna von der Legio VI Ferrata abgelöst und von Hadrian (117–138) nach Nikopolis bei Alexandria in die Provinz Aegyptus verlegt, wo sie die nächsten dreieinhalb Jahrhunderte bleiben sollte. Im jüdischen Aufstand (132–135) unter Simon Bar Kochba wurde die Legio XXII Deiotariana zusammen mit Teilen der Traiana Fortis nach Judäa zur Unterdrückung der Revolte ausgesandt. Hadrian beließ mehrere Kohorten der II Traiana in Nikopolis, da sich dort eine große jüdische Gemeinde befand, von der Unruhen zu befürchten waren.
Nach dem Sieg gegen die jüdischen Rebellen kehrten die Soldaten der II Traiana in stark verminderter Zahl zurück (die XXII Deiotariana war sogar total aufgerieben worden). Nun avancierte die Traiana Fortis zu der wichtigsten Legion in ganz Ägypten. Nicht nur in Alexandria, sondern in der ganzen Provinz setzten die verantwortlichen Politiker und Militärs die Soldaten ein: In den ländlichen Gebieten Oberägyptens sorgten die Legionäre für Sicherheit. Sogar in Pselchis, der südlichsten Stadt des Reiches, sind uns Soldaten der Traiana Fortis bekannt, die dort als Zöllner zur nubischen Grenze dienten. Teile der Legion wurden in Panopolis (el-Achmim), Theben und Syene (Assuan) stationiert.
Wahrscheinlich wurden Vexillationen der II Traiana erst im Partherkrieg des Lucius Verus (162–166) wieder aktiv im Kampf eingesetzt. Eine Teilnahme an den Markomannenkriegen Mark Aurels von 166 bis zum Jahr 180 kann weder ausgeschlossen noch bewiesen werden, doch waren zumindest einige Angehörige in die Region abkommandiert und im Jahr 170 mit dem Ausbau der Befestigungsanlagen der dalmatischen Hafenstadt Salona (Split) betraut. Spätestens seit 185 trug die Legion den Ehrentitel Germanica, was auf eine Teilnahme an diesen Kriegen hinweisen kann.
Gesichert ist, dass die Legion im Jahre 175 den rebellierenden General Avidius Cassius unterstützte, ihn jedoch auch nicht vor einer Niederlage bewahren konnte.

### Zweites Vierkaiserjahr und Severer
Im Zweiten Vierkaiserjahr 193 schloss sie sich erneut einem Usurpator an: Pescennius Niger (193–194), der mit Septimius Severus (193–211) um die Herrschaft stritt. Kurz vor dem entscheidenden Aufeinandertreffen der beiden Usurpatoren wechselte die II Traiana die Seiten, half, die verbleibenden Truppen des Pescennius zu schlagen und behauptete von nun an, der „Königsmacher“ des Severus zu sein. Unter Caracalla (211–217) nahm die Legion 213/214 an dessen Kriegen gegen die Alamannen teil. Unter den Kaisern Caracalla und/oder Elagabal (218–222) trug die Legion den Namen Legio II Traiana Fortis Antoniniana. Nach Elagabals damnatio memoriae wurde der Beiname Antoniniana nicht mehr geführt.
Severus Alexander unternahm 232 einen Feldzug gegen die Parther, an dem auch eine Vexillation der II Traiana fortis beteiligt war. Teile der Legion revoltierten gegen Kaiser Severus Alexander, der den Aufstand jedoch niederwarf und beteiligten Truppenteile zur Bewährung an die Grenze zum Barbaricum verlegte. Offenbar wurde aber nicht die gesamte Legion bestraft, die als Legio II Traiana Fortis Germanica Severiana sogar einen weiteren Beinamen erhielt.

### Soldatenkaiser
Im Jahr 260, nach der Gefangennahme Valerians (253–260) durch die Sassaniden, wurde 
Macrianus (260–261) gemeinsam mit seinem Bruder Quietus zum Gegenkaiser ausgerufen. Ihm könnte sich eine Vexillation der II Traiana fortis angeschlossen haben, die, 261 in einer Schlacht bei Serdica (Sofia) in Thrakien vom Feldherrn Aureolus geschlagen, zu Kaiser Gallienus (253–268) überging und im Westen blieb. Doch vermutlich zog Gallienus einen Teil der Legion aus Ägypten nach Gallien ab, wo sie unter Aureolus’ Führung die Truppen von Postumus (260–269), Kaiser des Imperium Galliarum, bekämpfen sollte. Aureolus wechselte die Seiten. Postumus’ Nachfolger Victorinus (269–271) ließ zu Ehren der Legion Goldmünzen prägen. Nachdem Aurelian (270–275) die rebellischen Provinzen 274 zurückgewinnen konnte, kehrte das Detachement nach Ägypten zurück. Kaiser Carinus (283–285) ließ Münzen zu Ehren der Legion prägen.

### Spätantike
Im Jahr 296 verstärkte Kaiser Diokletian die Garnison bei Alexandria mit der neuausgehobenen Legio III Diocletiana. Die Lage in Oberägypten blieb unruhig, sodass im Jahr 297/298 Diokletian selbst einen Feldzug führte, der ihn bis nach Elephantine brachte. Dabei wurden vermutlich Vexillationen der Legio II Traiana fortis und Legio III Diocletiana zur Verstärkung aus der Provinz Aegyptus Iovia (westliches Nildelta) herangeführt. Vielleicht wurden Teile der Legio abgezogen, um mauretanische Mauren zu bekämpfen.
Nach umstrittener Meinung einzelner Historiker könnte eine nach Gallien verlegte Vexillation der Legio II Traiana fortis den historischen Kern der Legende von der Thebaischen Legion darstellen. Um das Jahr 300 sind zwei Vexillationen in der oberägyptischen Provinz Thebais und um 320 eine Vexillation in der mittelägyptischen Provinz Herculia belegt. Danach ist es still um die II Traiana Fortis; gesichert ist lediglich, dass die Legion bei der Reichsteilung 395 noch bestand und sich in die Armee des neu entstandenen Oströmischen Reichs eingliederte.
Im frühen 5. Jahrhundert war ein Teil der Legio secunda Traiana unter dem Comes limitis Aegypti in Parembole an der Südgrenze Ägyptens als Limitanei (Grenzheer) stationiert. Ein anderer Teil der Legion in Apollonos superioris (auch Apollonopolis Magna, heute: Edfu) unterstand dem Dux Thebaidos.